# ستيف جيلمور (عسكري)
ستيف جيلمور (بالإنجليزية: Steve Gilmore)‏ هو عسكري أسترالي، ولد في 17 يناير 1961 في أديلايد في أستراليا.